# Conspiration accessoire
La conspiration accessoire (en anglais Bye plot) était un complot assez fantaisiste ourdi par un prêtre catholique, William Watson, visant à enlever le roi Jacques Ier d'Angleterre et à le forcer à abroger la législation anti-catholique. En 1603, le projet de complot fut exposé à des jésuites anglais dirigés par le père Henry Garnet, qui informa le gouvernement de la conspiration car il avait peur de représailles contre des membres de sa foi si le plan échouait, et aussi en raison de soupçons sur les motivations de prêtres séculiers contre la politique des jésuites.
Deux prêtres, William Watson et William Clark, furent jugés et exécutés pour leurs rôles dans le complot, ainsi qu'un autre conspirateur, Sir George Brooke.
Elle doit son nom de « conspiration accessoire » au fait que, sous la torture, Sir George Brooke révéla l'existence d'un autre complot qui sera appelé « conspiration principale » (Main Plot (en)).
Le 22 février 1604, à la suite de cette affaire, le roi ordonna à tout le clergé catholique de quitter l'Angleterre.

## Référence
- (en) Cet article est partiellement ou en totalité issu de l’article de Wikipédia en anglais intitulé « Bye Plot » (voir la liste des auteurs).
- John Lingard ; Histoire d'Angleterre. volume 4 page 460. éditeur : Charpentier, 1844